# Bateau de plaisance
Pour les articles homonymes, voir Plaisance.

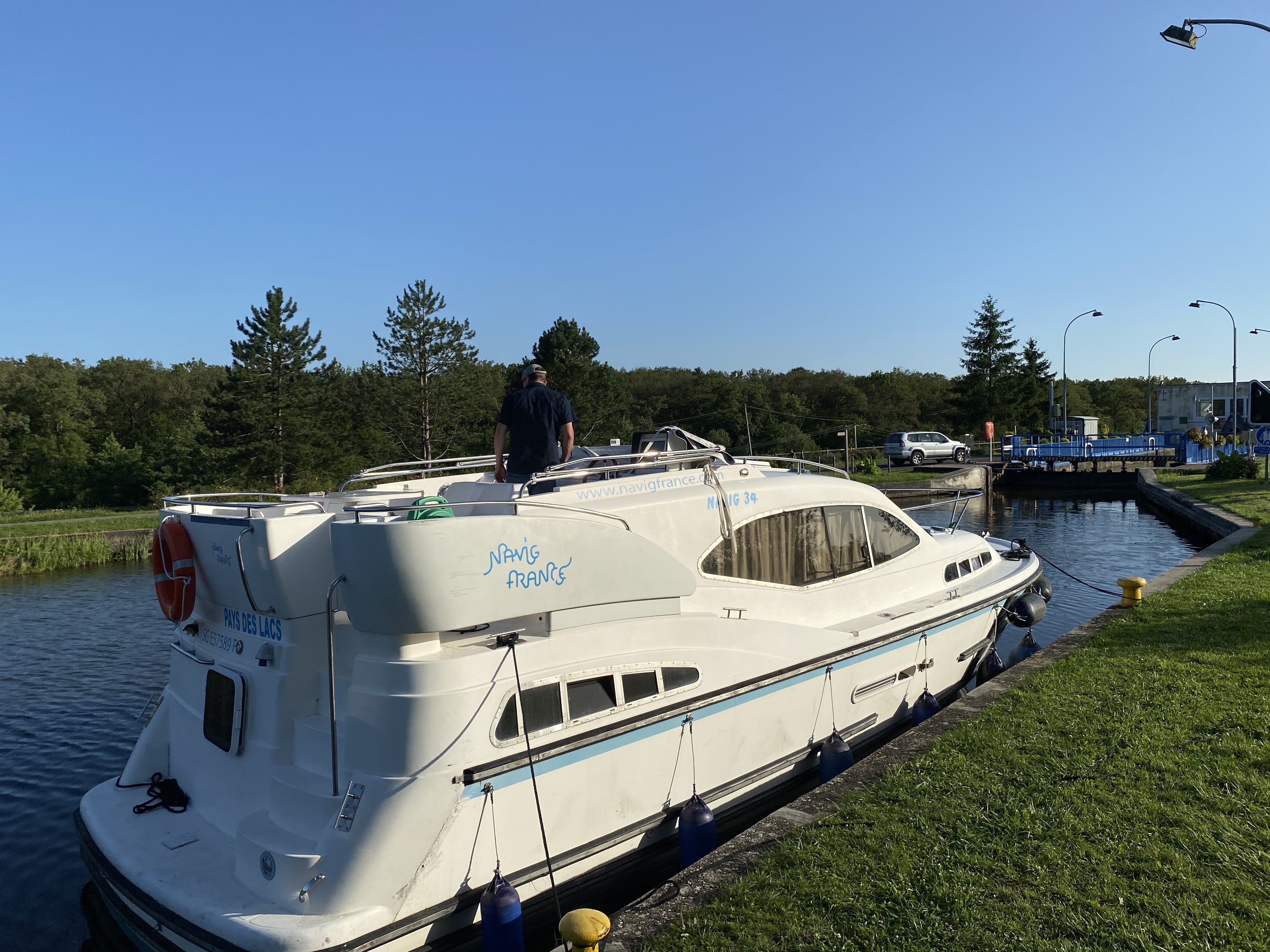
Bateau de plaisance sur le canal de la Marne au Rhin

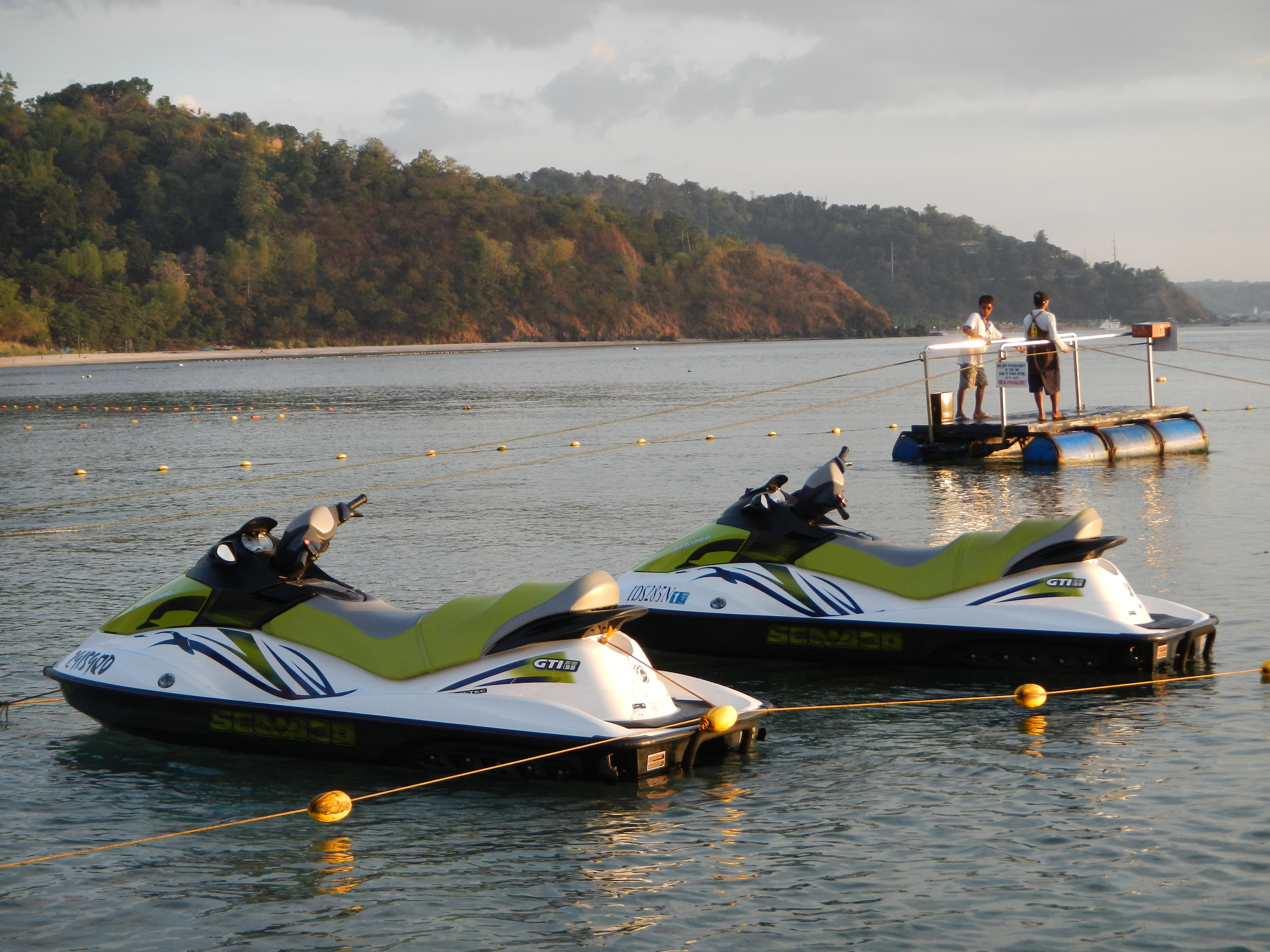
Deux motomarines dans la baie de Subic aux Philippines.

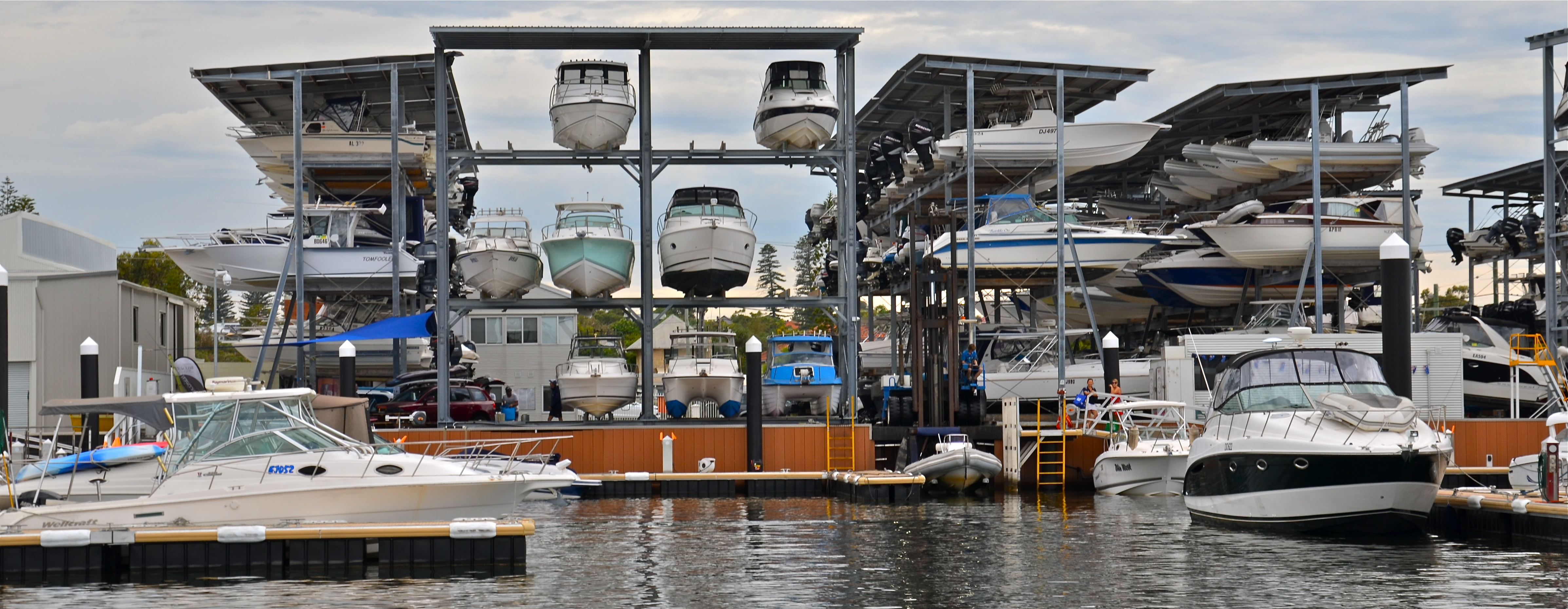
Port à sec à Fremantle Australie.

Un bateau de plaisance est un bateau destiné à l'activité nautique pratiquée pour les loisirs (plaisance, ou navigation de plaisance), avec des véhicules nautiques de plaisance (voilier, bateau à moteur, véhicules amphibies, motomarines, aéroglisseurs, hydravions, sous-marin de poche, barque
).

## Typologie
Les « bateaux de plaisance » sont à voile ou à moteur et de tailles variables. Ils sont tous conçus et aménagés exclusivement pour le loisir, par exemple les sorties de courte durée, les croisières ou les régates de détente.
A la différence des bateaux de courses et de certains bateaux à usages professionnels (bateaux de pêche, de commerce…), ils privilégient le confort et la sécurité des passagers à la performance de l'engin. Un usage mixte est représenté par les voiliers dits de course-croisière.
Chaque type de bateau est adapté à une utilisation spécifique. Leurs caractéristiques techniques en dépendent, de même que les matériaux de construction ou encore la taille de l’embarcation.

## Historique
La plaisance a commencé à se développer au XIXe siècle en Europe de l'Ouest et aux États-Unis ainsi qu'en Australie et se pratique notamment sur des voiliers.
Le secteur des bateaux à moteur s'est ensuite également développé, dans la seconde moitié du XXe siècle principalement.
Depuis 2000, les catamarans connaissent aussi un essor très important, ceux-ci sont depuis dix ans[Quand ?] très présents dans les catalogues des agences de location, leur stabilité à la gîte, les volumes des cabines, et l'espace du carré, permettant un grand confort.
Les bateaux de plaisance étaient d'abord construits en bois, mais à partir de la seconde moitié du XXe siècle, les coques en matière plastique (résine renforcée de fibre de verre) ont dominé le marché. Des bateaux en métal ou en bois (en « contreplaqué marine » généralement) existent aussi.
En France, le Salon nautique de Paris (manifestation annuelle qui se tient Porte de Versailles, au mois de décembre avec plus de 300 000 visiteurs) lui est consacré. La plaisance, liée au tourisme, a justifié de coûteux et nombreux agrandissements de ports, qui eurent souvent des impacts environnementaux importants, pour des bateaux qui souvent ne sortent que quelques jours par an.

## Problèmes
Parmi les problèmes posés par la plaisance figurent :
- le manque chronique de place dans les ports qu'il faut régulièrement agrandir, pour des bateaux dont un grand nombre sortent peu du port. La construction d'infrastructures portuaires modifie profondément la nature de la côte, avec de gros bouleversements de la biodiversité. Des ports à sec peuvent réduire ce problème, tout en améliorant la conservation des bateaux.
- la toxicité et l'écotoxicité des antifoulings, des problèmes sanitaires liés à l'évacuation des WC (maintenant souvent interdite dans les ports en Europe, d'où l'apparition des cuves à « eaux noires » de série sur les modèles récents) ;
- une motorisation polluante et ayant bénéficié de la possibilité d'utiliser plus longtemps de l'essence plombée, ou du fioul peu désoufré.
- un démantèlement difficile des bateaux en fin de vie, le recyclage de leurs matériaux n'ayant de plus pas été prévu par les fabricants, ni par la loi. Les bateaux de plaisance hors d’usage (BPHU) en 2005 correspondraient à environ 5 000 tonnes de déchets, mais devraient approcher ou dépasser les 20 000 tonnes en 2025, selon la Fédération des industries nautiques (FIN) qui étudie en 2006, la faisabilité d’une filière de déconstruction. La déconstruction, dépollution et recyclage sont techniquement possibles (seul le polyester est actuellement peu valorisable) mais peu mis en œuvre en France. Des milliers d'épaves sont ainsi le plus souvent abandonnés, brûlés ou coulés. Une solution pourrait être la responsabilité élargie des producteurs[2].
- Selon une étude faite par IFREMER sur les macrodéchets, les plaisanciers jusque dans les années 1990 ont significativement contribué à polluer les fonds littoraux.

## Coûts portuaires
Ils sont toujours élevés pour les nouveaux ports, car en Europe de l'Ouest, par exemple, tous les abris naturellement protégés des tempêtes et courants sont déjà occupés.
Un nouveau port est rarement rentable, c'est pourquoi il est souvent conçu avec des promoteurs qui lui associent des programmes spéculatifs de type immobiliers, golf ou marina.

## Développement des activités de plaisance

### France
- En 1966, environ 30 000 bateaux, de taille le plus souvent modeste, mouillaient - parfois anarchiquement - dans les bassins de ports de pêche et de commerce, et dans les baies abritées ou les estuaires. Une progression régulière de ce nombre, généralement estimée à 5 % par an, a localement encouragé un développement anarchique des mouillages individuels.
- En 1990, environ 250 ports de plaisance offraient en France 150 000 amarrages ou mouillages occupés en permanence à 90 % par des « bateaux-ventouses » (qui ne sortent pas ou peu en mer).
- En 2003, la croissance du marché a été estimée à 5 % dans l'année (à 944 millions d’euros).
- En 2004, la croissance de ce secteur aurait connu une progression de 6 à 10 % (21 000 immatriculations nouvelles).
- En 2005, une croissance de 6 % était espérée par le marché
- En 2007, les promoteurs de la plaisance estiment qu'il faudrait 50 000 places de plus dans les ports français. Selon le ministère des Transports, il y aurait 4,5 millions de plaisanciers en France, propriétaires ou locataires (leasing de 789 000 bateaux disséminés dans 370 ports[3].
- En 2008, ce sont 23 434 nouvelles immatriculations qui ont été recensées, soit une évolution stable par rapport à l’année précédente. Le nombre de plaisanciers est estimé à 4 millions en France métropolitaine.
- De 2008 à 2009, le marché se rétracte, avec environ 18 % de nouvelles immatriculations de moins (19 443 nouvelles immatriculations, contre 23 434 de 2007 à 2008, selon les chiffres du gouvernement).
- En 2010, le marché continue à régresser. On comptabilise 19 018 nouvelles immatriculations.
- En 2011, il n’y a toujours pas de reprise notable pour le marché de la plaisance.

La France est le second constructeur mondial de bateaux de plaisance, et le premier en Europe. Elle est également au premier rang mondial pour ce qui est de la construction de voiliers. Les deux tiers de cette production sont destinés à l’exportation, pour la majeure partie vers les pays de l’Union Européenne.
De nombreux projets de création de ports de plaisance existent en Europe, avec des visées spéculatives. Leurs promoteurs les justifient par des perspectives d’emplois (estimées pour la France par une étude à 1,5 emploi direct et 17 à 21 emplois indirects générés pour 100 postes d'amarrage, chiffres difficiles à confirmer, car le port s'inscrit dans un contexte touristique beaucoup plus large, et parfois en lien avec d'autres opérations spéculatives de type immobilier, golf, lotissements, etc.).
Les agences de location contribuent également à l'explosion de la plaisance en pleine saison. En France, le Permis plaisance en mer n'est pas obligatoire pour naviguer, même pour un grand voilier surmotorisé, car la voile constitue le moyen de propulsion principale, ainsi n'importe quel amateur peut louer un voilier. Ces bateaux sont souvent ceux qui passent le plus grand nombre de jours en mer. La conduite des bateaux à moteur d’une puissance supérieure à 6 chevaux nécessite en revanche un titre de conduite, dont l’obtention est subordonnée au passage d’un examen (dès 16 ans). L'essor récent des plateformes de location de bateaux entre particuliers, comme Samboat, permettent de démocratiser et de moderniser la plaisance.

## Performance environnementale des bateaux de plaisance
Elle pourrait être améliorée de trois manières au moins :
- l'écoconception des bateaux, de leurs équipements (accastillage, voiles, etc.) et des équipements portuaires ;
- une moindre toxicité des antifoulings et produits d'entretien ;
- la mise en place de filières de démantèlement et recyclage pour les bateaux et matériels en fin de vie.

En 2013, la législation européenne a fait l'objet d'un accord provisoire d'actualisation visant à améliorer les impacts environnementaux et la sécurité de la plaisance et des véhicules nautiques à moteur, ainsi qu'à empêcher les dénominations trompeuses de catégories de bateaux. Cet accord a été conclu le 8 mai 2013 entre les eurodéputés et la Présidence (irlandaise) de l'Europe.
Commission du marché intérieur et de la protection des consommateurs, mais doit être formellement approuvé (en juin 2013 probablement) par le Comité des représentants permanents du Conseil et par la commission du marché intérieur du Parlement, avant un vote des eurodéputés, en plénière annoncé pour septembre 2013[incompréhensible]. Cette actualisation porte sur la sécurité et l'écoperformance des bateaux de 2,5 à 24 mètres de long tels que les bateaux à moteur, les yachts à voiles et les scooters de mer.

## Législation des bateaux de plaisance

### En France et en Europe

#### Catégories de conception en vigueur
En Europe, les bateaux de plaisance d'une longueur de coque inférieure à 24 m présentent une qualification requise pour sortir en mer (en fonction de la météo depuis le 4 juillet 1996). Le 18 janvier 2016, la réglementation a évolué, devenant plus contraignante sur les conditions météorologiques limites et supprimant les termes relatifs aux types de navigation (Haute mer, Large, Zones côtières, Eaux protégées).
Les bateaux de plaisance commercialisés sont classés dans l’une des quatre catégories de conception A à D...
| Catégorie de Conception | Force du vent                        | Vitesse du vent                                                                    | Hauteur de vague                                                                                       |
| ----------------------- | ------------------------------------ | ---------------------------------------------------------------------------------- | --- |
| Catégorie de Conception | Force maximale (Échelle de Beaufort) | Vitesse moyenne du vent (à 10 m au-dessus de la mer sur une période de 10 minutes) | Hauteur significative maximale (Hauteur du tiers de la vague la plus haute entre le creux et la crête) |
| Catégorie A             | Force 9                              | 47 nœuds                                                                           | Supérieure à 4 m                                                                                       |
| Catégorie B             | Force 8                              | 40 nœuds                                                                           | 4 m |
| Catégorie C             | Force 6                              | 27 nœuds                                                                           | 2 m |
| Catégorie D             | Force 4                              | 16 nœuds                                                                           | 0,3 m ou 0,5 m                                                                                         |

#### Évolution de la réglementation
Pour comparaison, la réglementation a évolué vers un durcissement des conditions requises :
| Catégorie de Conception    | Avant 1996                                           | Avant 1996              | 1996 -2004                                                                           | 1996 -2004                       | 2005-2015        | 2005-2015    | 2015-2016 | Depuis 2016 | Depuis 2016                                   |
| -------------------------- | ---------------------------------------------------- | ----------------------- | ------------------------------------------------------------------------------------ | -------------------------------- | ---------------- | ------------ | --------- | ----------- | --------------------------------------------- |
| Expiration réglementaire : |                                                      |                         | 31-12-2004                                                                           | 31-12-2004                       | 30-04-15         | 30-04-15     | 17-08-16  | en vigueur  | en vigueur                                    |
| Expiration réglementaire : | Limitation par rapport à la distance de navigation : |                         | Pas de contraintes liées à la météo. Limitation lié au mode de navigation à distance |                                  | 30-04-15         | 30-04-15     | 17-08-16  | en vigueur  | en vigueur                                    |
| Catégorie A                | Limitation par rapport à la distance de navigation : | Cat. 1 > 200 milles     | Pas de contraintes liées à la météo. Limitation lié au mode de navigation à distance | Navigation hauturière            | Force du Vent    | sans limites | Force 9   | Force 9     | + vitesse vent > 47 nœuds + rafale > 61 nœuds |
| Catégorie A                | Limitation par rapport à la distance de navigation : | Cat. 1 > 200 milles     | Pas de contraintes liées à la météo. Limitation lié au mode de navigation à distance | Navigation hauturière            | Hauteur de vague | sans limites | 10 m      | 10 m        | + vitesse vent > 47 nœuds + rafale > 61 nœuds |
| Catégorie B                | Limitation par rapport à la distance de navigation : | Cat. 2 & 3 : 200 milles | Pas de contraintes liées à la météo. Limitation lié au mode de navigation à distance | Navigation au large              | Force du Vent    | Force 8      | Force 8   | Force 8     | + vitesse vent > 40 nœuds + rafale > 52 nœuds |
| Catégorie B                | Limitation par rapport à la distance de navigation : | Cat. 2 & 3 : 200 milles | Pas de contraintes liées à la météo. Limitation lié au mode de navigation à distance | Navigation au large              | Hauteur de vague | 4 m          | 8 m       | 8 m         | + vitesse vent > 40 nœuds + rafale > 52 nœuds |
| Catégorie C                | Limitation par rapport à la distance de navigation : | Cat. 4 & 5 : 20 milles  | Pas de contraintes liées à la météo. Limitation lié au mode de navigation à distance | Navigation à proximité des côtes | Force du Vent    | Force 6      | Force 6   | Force 6     | + vitesse vent > 27 nœuds + rafale > 35 nœuds |
| Catégorie C                | Limitation par rapport à la distance de navigation : | Cat. 4 & 5 : 20 milles  | Pas de contraintes liées à la météo. Limitation lié au mode de navigation à distance | Navigation à proximité des côtes | Hauteur de vague | 2 m          | 4 m       | 4 m         | + vitesse vent > 27 nœuds + rafale > 35 nœuds |
| Catégorie D                | Limitation par rapport à la distance de navigation : | Cat. 6 : 2 milles       | Pas de contraintes liées à la météo. Limitation lié au mode de navigation à distance | Navigation en eaux protégés      | Force du Vent    | Force 4      | Force 4   | Force 4     | + vitesse vent > 16 nœuds + rafale > 23 nœuds |
| Catégorie D                | Limitation par rapport à la distance de navigation : | Cat. 6 : 2 milles       | Pas de contraintes liées à la météo. Limitation lié au mode de navigation à distance | Navigation en eaux protégés      | Hauteur de vague | 0,5 m        | 0,5 m     | 0,5 m       | + vitesse vent > 16 nœuds + rafale > 23 nœuds |

#### Catégories de navigation (article 240-2.04)
Des catégories de navigation définit par une distance par rapport à un abri définit :
- L'équipement (armement) de sécurité du bateau
- Le type de permis plaisance nécessaire pour les bateaux à moteur d'une puissance supérieure à 4,5 kW (Voilier et bateau à moteur de faible puissance sont concernés).

| Permis plaisance obligatoire (sur mer)                                             | Permis plaisance obligatoire (sur lac, canaux, rivières)                            | Distance par rapport à un abri | Équipement de sécurité obligatoire (tous bateaux) | Article  | Sources |
| ---------------------------------------------------------------------------------- | ----------------------------------------------------------------------------------- | ------------------------------ | ------------------------------------------------- | -------- | ------- |
| Option Côtier (Bateau moteur puissance > 4,5 kW et longueur coque < 24 m)          | Option eaux intérieures (Bateau moteur puissance > 4,5 kW et longueur coque < 20 m) | Moins de 2 milles              | Armement basique                                  | 240-2.05 | [ 8 ]   |
| Option Côtier (Bateau moteur puissance > 4,5 kW et longueur coque < 24 m)          | Option eaux intérieures (Bateau moteur puissance > 4,5 kW et longueur coque < 20 m) | entre 2 et 6 milles            | Armement côtier                                   | 240-2.06 | [ 8 ]   |
| + extension hauturière (Bateau moteur puissance > 4,5 kW et longueur coque < 24 m) | Option eaux intérieures (Bateau moteur puissance > 4,5 kW et longueur coque < 20 m) | Plus de 6 milles               | Armement semi-hauturier                           | 240-2.07 | [ 8 ]   |
| + Certificat restreint de radiotéléphoniste (CRR) : Tous bateaux                   | + Certificat restreint de radiotéléphoniste (CRR) : Tous bateaux                    | Plus de 12 milles              | Armement semi-hauturier                           | 240-2.07 | [ 8 ]   |
| + Certificat restreint de radiotéléphoniste (CRR) : Tous bateaux                   | + Certificat restreint de radiotéléphoniste (CRR) : Tous bateaux                    | Plus de 60 miles               | Armement hauturier                                | 240-2.08 | [ 8 ]   |

#### Armement de sécurité
Les bateaux de plaisance doivent de plus posséder un matériel d'armement et de sécurité différent selon leur éloignement d'un abri : basique, côtier ou hauturier.
Des limites plus strictes sur les émissions de gaz d'échappement ont été proposées par la Commission européenne et validée par les députés ; Les industriels ont 3 ans à partir de l'entrée en vigueur des nouvelles règles pour respecter les nouvelles limites avec une période de transition de 4 ans pouvant être accordée pour de petits moteurs (équivalents ou inférieurs à 15 kW) produits par des PME ;
La Commission européenne pourra envisager de réduire de nouveau ces limites d'émissions 4 ans après leur adoption par les États-membres.
Un libellé CE devient obligatoire pour permettre aux consommateurs de disposer sur l'étiquette d'informations sur le respect des exigences minimum de sécurité pour les bateaux, leurs composants et leurs moteurs de propulsion ;
Pour réduire les risques induits par la commande à la barre de moteurs hors-bords, ces derniers pourraient être équipés d'un dispositif d'arrêt d'urgence pouvant être lié au timonier.